# Ris
För andra betydelser, se Ris (olika betydelser).

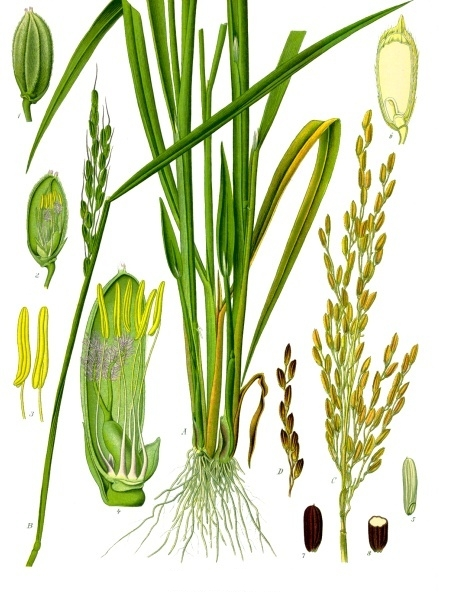
Risplanta, Oryza sativa.

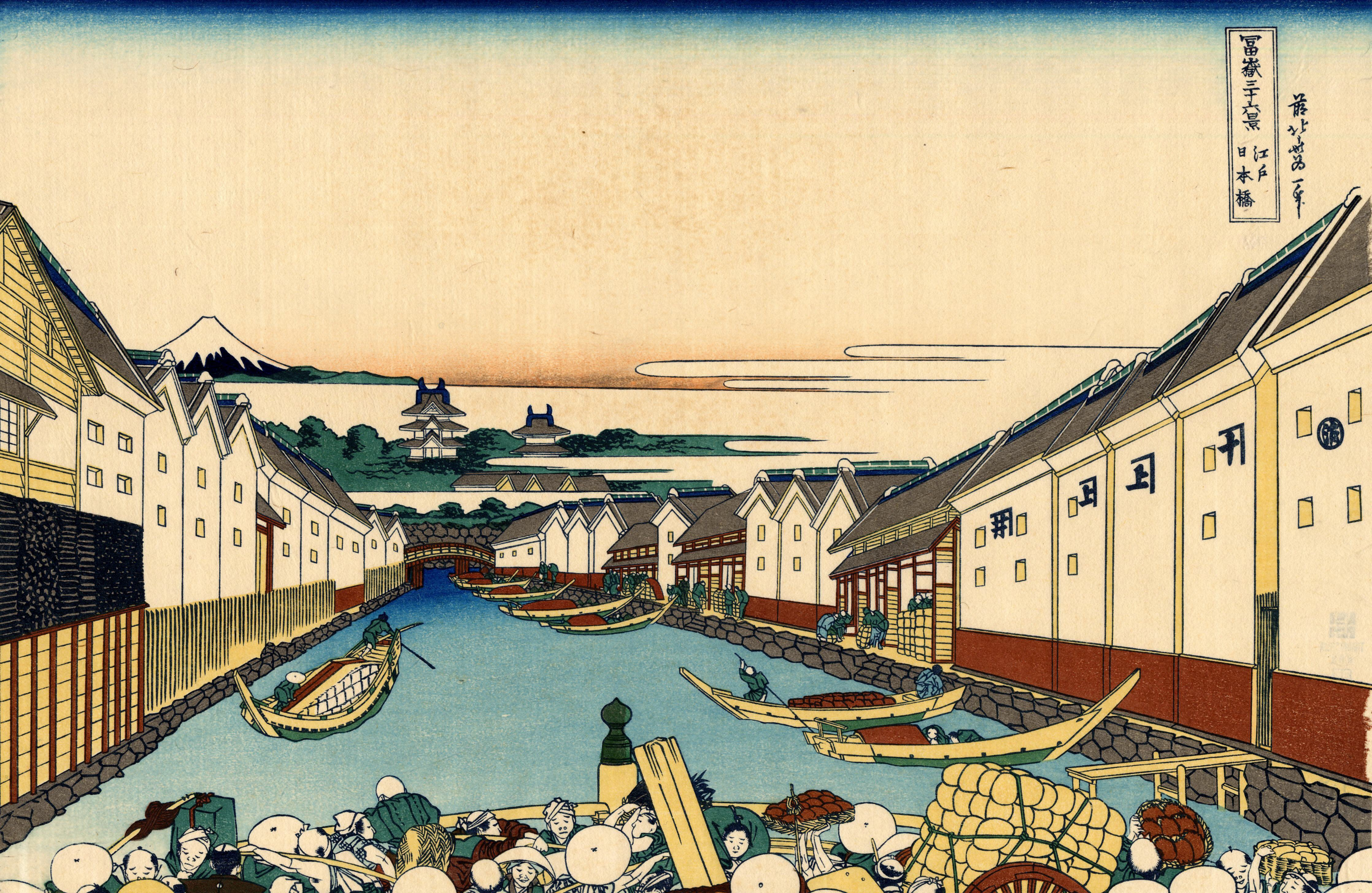
Rishandlare i Edo på en målning av Hokusai.

Ris är frön från de enhjärtbladiga växterna Oryza sativa (asiatiskt ris) och Oryza glaberrima (Afrikanskt ris). Riskornen, även kallade risgryn, är stapelföda för hälften av jordens befolkning. Risplantan är en ettårig, cirka 1 meter hög stråväxt med långa blad och enblommiga småax i en hängande vippa. Efter vete är ris det mest odlade sädesslaget i världen.
I stora delar av Asien förekommer ris i kosten mer eller mindre dagligen. Ris kan ge mat till fler människor per area än majs och vete, så i länder med tillräcklig vattentillgång för risodling är den en bra gröda för att ge mat åt många människor.
Ris kan användas för att tillverka en mjölkersättning för allergiker och veganer. Rismjölken är naturligt söt och behöver därför ingen tillsats av sötningsmedel.
Paddy är en handelsterm på oskalat ris.

## Historik
Ris har under mycket lång tid använts av människan. Genom studier har det visats att ris kommer från området kring Pärlfloden i södra Kina, där det domesticerades för 8 200–13 500 år sedan.

## Risodling

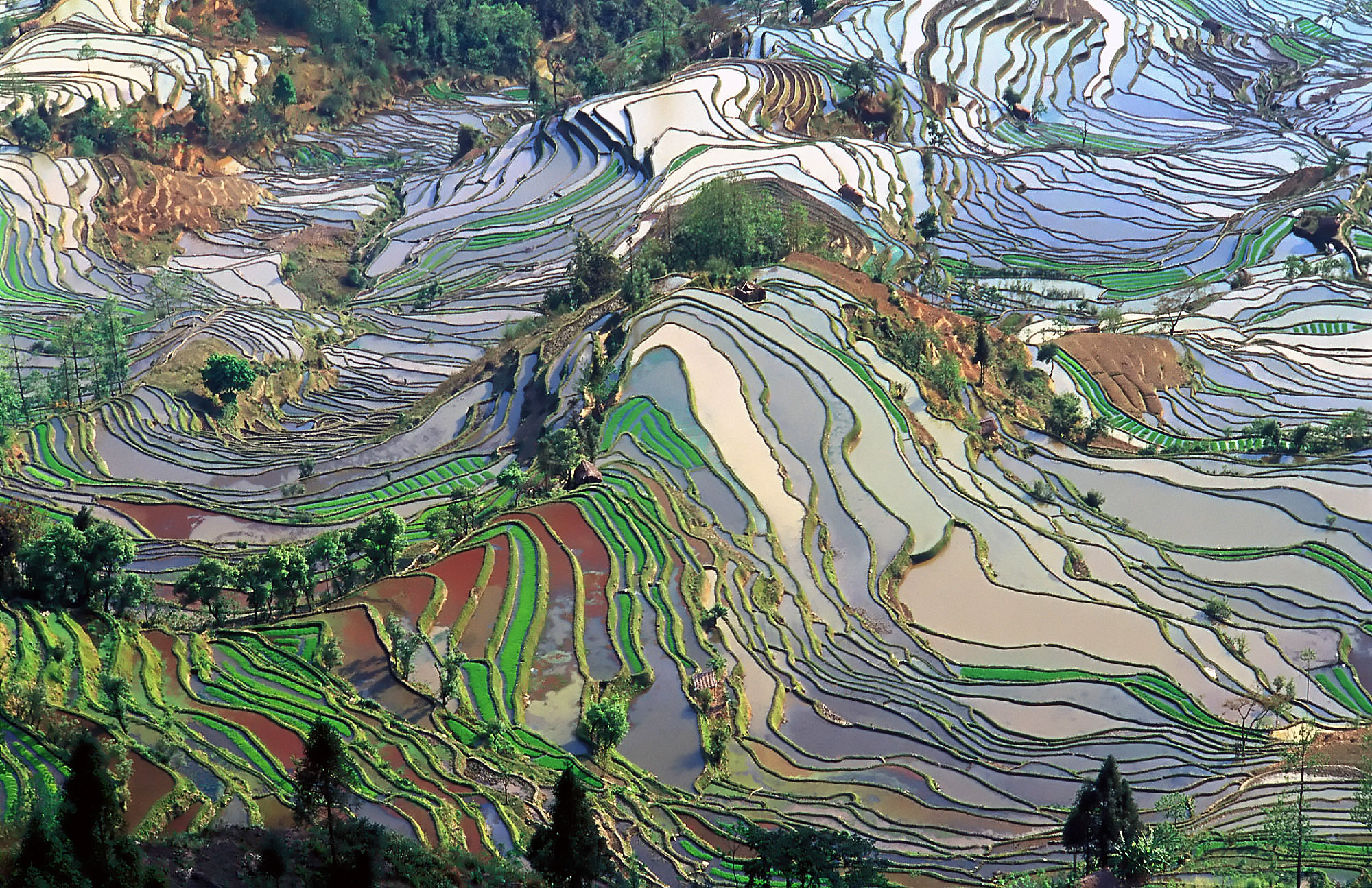
Terrasserade risfält i Yunnan i Kina.

Ris kan delas in i två huvudgrupper beroende på hur det odlas; bergsris och sumpris. Bergsris odlas på vanlig åkermark medan sumpris måste växa på vattendränkta fält. Merparten av världens risodlingar är sumpris. Risodling är normalt mycket arbetskrävande. 
Det finns över 1 000 kultiverade risvarianter.

### Odlingsprocessen
I maj eller början av juni börjar odlingsåret. Då töms fälten på vatten och odlingsjorden plöjs och bearbetas med vattenbufflar eller maskiner. Därefter fylls åkerfälten med en knapp decimeter vatten. Sedan sås riskornen som får gro i en vecka innan fälten återigen torrläggs. Nästa steg är att fälten gödslas med en blandning av naturgödsel och konstgödsel. Efter ungefär en vecka släpps vatten in i fälten igen. I takt med att plantan växer fylls fälten mer och mer med vatten; de översta delarna av plantan måste alltid vara över vattnet. 
När riset odlas behöver det sol, näring, vatten och syre. Näring får riset från de bördiga alluvialjordarna som finns där floder ofta översvämmar och för med sig sediment. 
Det risodlande asiatiska småjordbruket är en av jordens vanligaste jordbrukstyper. Oftast odlas riset för familjens egna behov, men i till exempel Myanmar och Thailand är riset också en viktig exportvara.
Asien står för över 80 procent av all risodling, men det finns andra delar av världen där det finns omfattande risodlingar, exempelvis i Sydamerika och i Väst- och Östafrika. Ris odlas även i södra USA och i flera andra I-länder, som Italien. På dessa platser är riset en kommersiell gröda och odlingen sker med maskiner. Det finns omfattande odlingar runt många flodslätter, till exempel kring Ganges, Brahmaputra, Irrawaddy, Mekong och Yangtze. 
Odlas framförallt i södra och sydöstra Asien. Monsunregnen på sommaren är av stor vikt när man odlar låglandsris som kräver enorma mängder vatten. 90 procent av allt ris som produceras är låglandsris.

### Skördarna
Vid kusterna, där det är lågland, kan man få två skördar per år. Inåt landet däremot, där det mer är högland, får man bara en skörd. En hektar risodling ger ungefär två ton ris per skörd.  

### Bekämpningsmedel
För att öka storleken på risskördarna nyttjas bekämpningsmedel för att hålla skadeinsekter borta. Men i takt med att bekämpningsmedelsanvändandet ökat har vattnet runt omkring förorenats och skadeinsekterna har utvecklat resistens mot det och därmed har det blivit mindre effektivt och dyrare.

### Växtförädling
I Filippinerna har man forskat och tagit fram olika sätt för att genmodifiera risplantorna så att de tål mer eller blir större. Detta kallas växtförädling. Den vanligaste framtagna rissorten heter IR-8. Problemet är att de nya rissorterna konkurrerar ut alla de andra sorterna. Det betyder att det kanske bara finns ett fåtal rissorter kvar om ett tag om vi har otur. Det har finansierats av Rockefeller Foundation och FAO (Food and Agriculture organization).

### Risodlingens ekologi
Ris kan odlas i olika ekosystem, beroende på tillgången till vatten.
1. Lågland, regnbevattnat; klarar översvämning och torka, föredrar mediumdjup och vattentäckning
2. Lågland, konstbevattnat; odlas både under den våta och torra säsongen
3. Djupvatten; även känt som flytande ris
4. Kustnära våtmark
5. Upplandsris; även känt som Ghaiya-ris, välkänt för sin tolerans mot torka[4]

## Vildris
Vildris (Leersia oryzoides) tillhör inte släktet Oryza utan är växt inom släktet Leersia. Vildris odlas också som mat och dess korn är långsmala och gråsvarta. I en nordamerikansk kontext kan vildris syfta på indianrissläktet, varav flera arter historiskt använts som människoföda, men numera mest som fågelmat.

## Risets uppbyggnad
Riset kan bli mellan en och två meter högt och är ett upprätt strå med långa smala blad. Bladen är glatta på undersidan och strävhåriga på ovansidan. Strået har i genomsnitt 20 till 30 sidoskott och på varje skott finns en blomvippa som kan ha, eller vara utan borst. Det finns i genomsnitt 70 till 80 riskorn i varje vippa. 
Riskornet, som är ovalt och tillplattat, är risets frukt. Riskornet är sammanvuxet med blomfjällen och det är dessa som utgör riskornets hårda skal. Innanför detta skal finns ett lager som består av en grå hinna, som kallas silverhinnan, som innehåller mycket B-vitaminer och mineralämnen. Innerst sitter den stärkelserika riskärnan.
Riskorn finns i många färger som vitt, gult, grått, rött eller svart.

## Rissorter
Man delar upp riset i olika sorter beroende på dess form. Vanligast är att tala om långkornigt och rundkornigt men ibland använder man också begreppet mellankornigt för de sorter som är mitt emellan lång- och rundkornigt. De olika namnen man sedan ger riset beror oftast på hur man har behandlat det. Vitt ris är polerat; det vill säga att man förutom att ha skalat riset också har polerat bort silverhinnan. Detta får till följd att mycket av risets näringsämnen, proteiner och vitaminer försvinner. En teknik för att få vitt ris och samtidigt behålla risets nyttiga egenskaper är att ångtrycksskala riskornet, detta kallas parboiled. Denna process innebär att en del av silverhinnans näringsämnen, proteiner och vitaminer ångas in i kärnan och blir kvar i riskornet även efter att riset skalats och polerats.
Ris delas upp i olika kvalitéer beroende på hur hela riskornen är. En låg andel trasiga korn innebär att riset har hög kvalitet.

### Långkorniga rissorter
- Råris är skalat ris som har silverhinnan kvar.
- Fullkornsris är en form av råris, som behandlats för att göra koktiden kortare. Det som skiljer fullkorns- och råris från vitt ris är att endast det yttersta av skalet runt riskornet tagits bort, vilket gör det mer fiberrikt. Det används som skalat ris och klibbar inte.
- Jasminris kommer från Thailand. Den aromatiska jasminsmaken finns naturligt i riset och det har en lätt blommig doft. Det används bland annat till maträtter som äts med pinnar.
- Basmatiris är en liten långkornig rissort med nötliknande doft. Namnet Basmati betyder "väldoftande" på hindi. Basmatiris har odlats traditionellt i Indien och Pakistan i över 8 000 år. Det kan bara skördas en gång om året och lagras sedan för att få rätt smak. Basmati odlas nu också i sydvästra USA, med namn som texmati och kasmati. Basmati finns i en brun och en vit variant.

### Mellankorniga rissorter
- Carnaroli kommer från Italien och används vid tillagning av risotto.
- Maratelli kommer från Italien och används vid tillagning av risotto.

### Rundkorniga rissorter
- Avorioris (avorio är italienska för elfenben) är en italiensk, rundkorning rissort som behandlats enligt en speciell metod. Det oskalade riset värms i vatten i omkring två timmar, därefter får riset utstå en tryckbehandling. Denna gör att "silverhinnans" vitaminer och mineral pressas in i riskärnan och riset får sin speciella gula färg. Behandlingen gör också att det bildas en hårdare hinna utanpå riskärnan vilken gör att smak- och näringsämnen bibehålls. Avorioris har därför ett högre näringsinnehåll och håller dessutom längre än vanligt vitt ris. Avorioris är luftigare och mindre klibbigt än det vanliga vita riset och specialbehandlingen gör att koktiden är kortare. Avorioris passar bra till att göra risotto, sallader och pudding.
- Arborioris är ett italienskt rundkornigt ris. Det används för risotto och gröt.
- Grötris är ett ganska stort runt risgryn som används till risgrynsgröt, puddingar och dylikt. Grötris klibbar ihop mycket när man kokar det.

## Användning

### Matlagning
Vanligt vitt ris (Jasmin och Basmati) kan tillagas på två olika sätt. I en metod absorberas allt vatten i kokkärlet av riset. En del ris kokas i ca två delar vatten, i början på hög värme utan lock och sedan på låg värme med locket på, tills allt vatten har försvunnit och riset har blivit genomkokt. Den metoden är vanligt i Östasien och är den som används mest i Sverige.
I den andra metoden hälls kokvattnet ut när riset är nästan färdigkokt (som när man kokar pasta). De råa riskornen kokas i rikligt med vatten tills de är bara lite råa i mitten. Då hälls vattnet ut med hjälp av ett durkslag och riset hälls tillbaka i kokkärlet. Sen får riset gå på låg värme under lock så det bildas ånga i kastrullen och kokar färdigt riset. Den metoden är vanligast i Västra delar av Asien och mellanöstern.
Eftersom ris ofta innehåller mer eller mindre arsenik bör det enligt svenska Livsmedelsverket inte konsumeras varje dag (vilket även omfattar risprodukter). Barn rekommenderas att äta ris maximalt fyra gånger i veckan. I Sverige finns även en rekommendation att antingen skölja riset i vatten före tillagning eller att koka upp det med mycket vatten och sedan hälla av restvattnet.
Risgrynets egenskaper skiljer sig mellan olika sorter och den efterbehandling som sker vid skörden. Huvuddragen i skillnaderna ligger i vilken mån risgrynet klibbar efter kokning eller inte. Grötriset är det risgryn som sväller mest vid kokning och därmed bäst lämpar sig för gröt.
Risrätter:
- Bibimbap
- Jambalaya
- Ketupat
- Lemang
- Nasi goreng
- Nasi lemak
- Paella
- Pilaff
- Ris à la Malta
- Risgrynsgröt
- Risotto
- Sushi

#### Matrester
I medier har det förekommit uppgifter om att man kan bli förgiftad när man återuppvärmer tillagat ris, särskilt i mikrovågsugn. Ris, bland andra livsmedel, innehåller värmebeständiga bakterier (bacillus cereus) som växer till i värme, och allra mest vid en temperatur mellan 30 och 40 grader Celsius. Det kan vid felaktig hantering ge upphov till kräkningar och diarré. Danska forskare vid Seruminstitutet ansåg 2015 att man helst inte ska spara ris och behöver koka eller steka riset i mer än 30 minuter för att det ska vara säkert. Svenska Livsmedelsverket anser att det inte dödar dessa värmebeständiga bakterier, utan att det avgörande är att förhindra tillväxt. Att det lagade riset inte stått framme länge och att kyla ner det tillagade riset snabbt i cirka 4 grader Celsius. Inte heller att det utgör någon hälsorisk om det värms upp flera gånger, under förutsättning att nedkylning sker snabbt varje gång och att kylen håller temperaturen. Ris som har stått framme i rumstemperatur i flera timmar utgör däremot en risk. Folkhälsomyndigheten förespråkar snabb nedkylning av matresterna, att riset inte varmhålls länge och att det tillagade riset inte sparas i flera dygn. I Sverige finns ingen avrådan från att ha ris i matlådan om den hanteras rätt. Journalisten och läkaren Michael Mosley har likt Livsmedelsverket talat om vikten av snabb nedkylning efter tillagning.

### Andra användningsområden
Rismjöl består av nästan ren stärkelse, utan allergener, så det används bland annat i ansiktspuder och till produkter för spädbarn. Det låga fiberinnehållet gör att rismjölet även är användbart för att polera kameralinser och fina juveler.
Ris har även en bra uppsugningsförmåga och kan därför användas vid vatten- och fuktskadereparation för exempelvis mobiltelefoner.
Att kasta ris på brudparet då de kommer ut ur kyrkan efter vigseln, är en symbolisk gest som anses ge fruktsamhet och rikedomar till hemmet, och har länge varit en klassisk tradition.

## I kulturen
I Japan är rissläktet den heligaste växten. Enligt mytologin tog solgudinnan Amaterasu ner ris från himmeln till de japanska öarna . Av shintoismen hålls kulten levande, där kokas och offras två portioner av riset till solgudinnan.

## Produktion och handel
| Topplista rårisproducenter – 2005 (miljoner ton) | Topplista rårisproducenter – 2005 (miljoner ton) |
| ------------------------------------------------ | ------------------------------------------------ |
| Kina                                             | 185                                              |
| Indien                                           | 129                                              |
| Bangladesh                                       | 40                                               |
| Vietnam                                          | 36                                               |
| Thailand                                         | 27                                               |
| Indonesien                                       | 54                                               |
| Myanmar                                          | 25                                               |
| Filippinerna                                     | 15                                               |
| Brasilien                                        | 13                                               |
| Japan                                            | 11                                               |
| Världen Totalt                                   | 619                                              |
| Källa: Food & Agriculture Organisation (FAO)     |                                                  |

Världens risproduktion har stadigt ökat från cirka 200 miljoner ton av råris  1960 till 600 miljoner ton 2004. Polerat  ris har en vikt av cirka 68 % av rårisets vikt. År 2004 var världens ledande producenter Kina (31 % av världsproduktionen), Indien (20 %) och Indonesien (9 %).
Bara mellan 5 % och 6 % av det odlade riset kommer ut på världsmarknaden. De tre största exportländerna är Thailand (26 %), Vietnam (15 %) och USA (11 %). De tre största importländerna är Indonesien (14 %), Bangladesh (4 %), och Brasilien (3 %).